# 세라마이드

세라마이드의 구조. R은 지방산의 알킬 부분을 나타낸다.

세라마이드(영어: ceramide)는 지질의 한 부류이다. 세라마이드는 스핑고신과 지방산으로 구성되어 있다. 세라마이드는 지질 이중층의 주요 지질들 중 하나인 스핑고미엘린을 구성하는 지질이기 때문에 진핵세포의 세포막 내에서 고농도로 발견된다. 세포막에서 발견되는 세라마이드 및 기타 스핑고지질이 순전히 구조적 요인에만 관여한다는 이전의 가정과 달리, 세라마이드는 다양한 세포 신호전달(예: 세포 분화, 세포 증식, 세포예정사를 조절하는 과정)에 참여할 수 있다.
세라마이드(ceramide)라는 용어는 "왁스"를 의미하는 라틴어 "cera"와 아미이드(amide)로부터 유래하였다. 세라마이드는 태지의 구성 성분으로, 태지는 신생아의 피부를 덮고 있는 왁스 또는 치즈 같은 흰색 물질이다.

## 같이 보기
- 지질
- 스핑고미엘린
- 세레브로사이드